# 罗海艳
罗海艳（1958年4月—），湖南隆回人。中国共产党党员，研究生学历。中华人民共和国政治人物。

## 人物经历
历任中共邵阳市委宣传部副部长、邵东县委副书记；湖南省委办公厅接待处副处长、人事处处长、接待办副主任、办公厅副主任、省委副秘书长等职。2007年11月任中共湖南省委组织部副部长，2010年1月任省委副秘书长、办公厅主任兼韶山管理局党委书记。